# الیور اچ. پرینس
الیور اچ. پرینس (به انگلیسی: Oliver Hillhouse Prince) سناتور سابق عضو حزب دموکرات ایالات متحده آمریکا بود. وی در سال ۱۸۲۸ تا ۱۸۲۹ میلادی سناتور ایالت جورجیا در سنای ایالات متحده آمریکا بود.